# ブランディストック

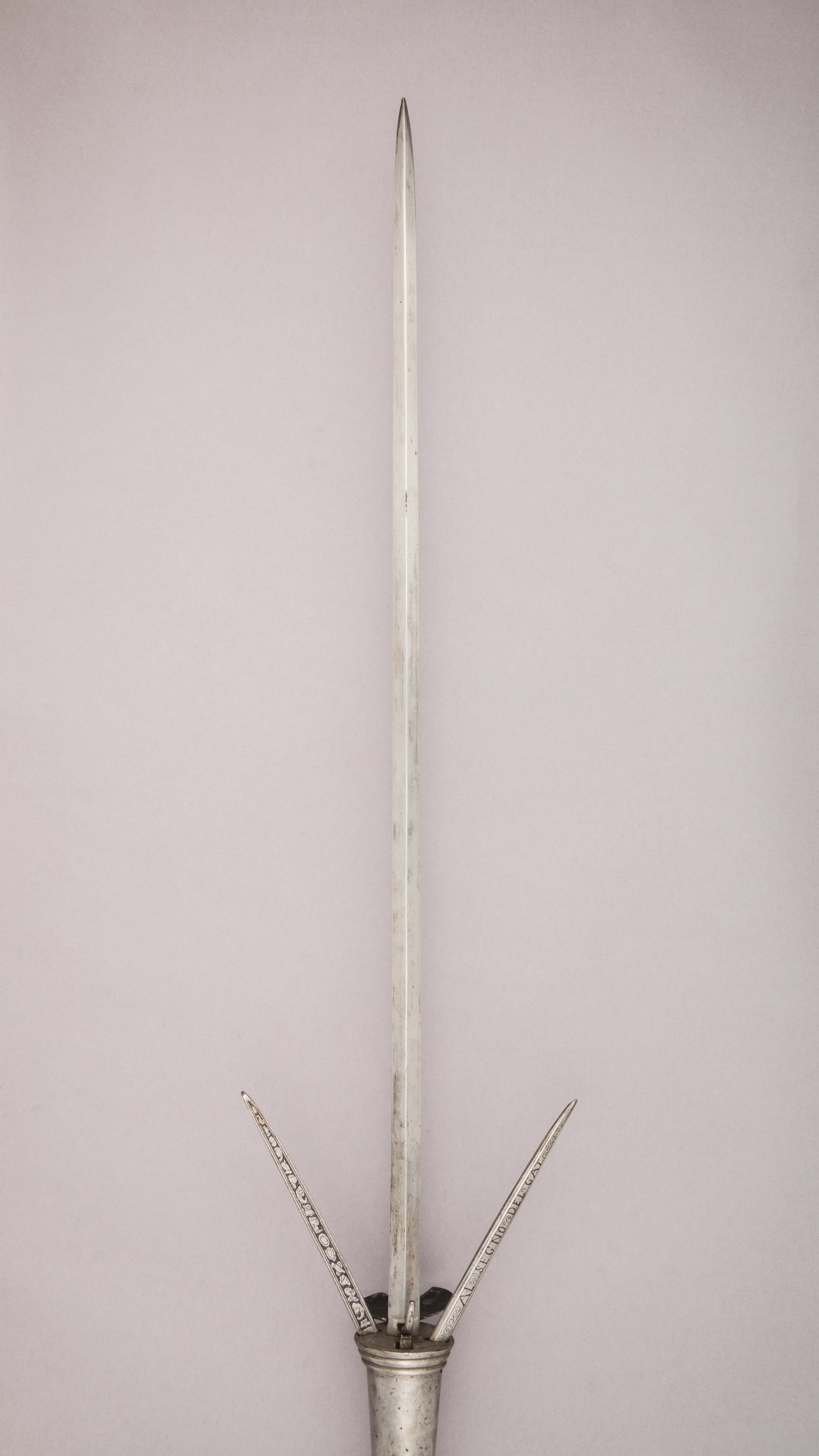
3本の刃が飛び出す槍

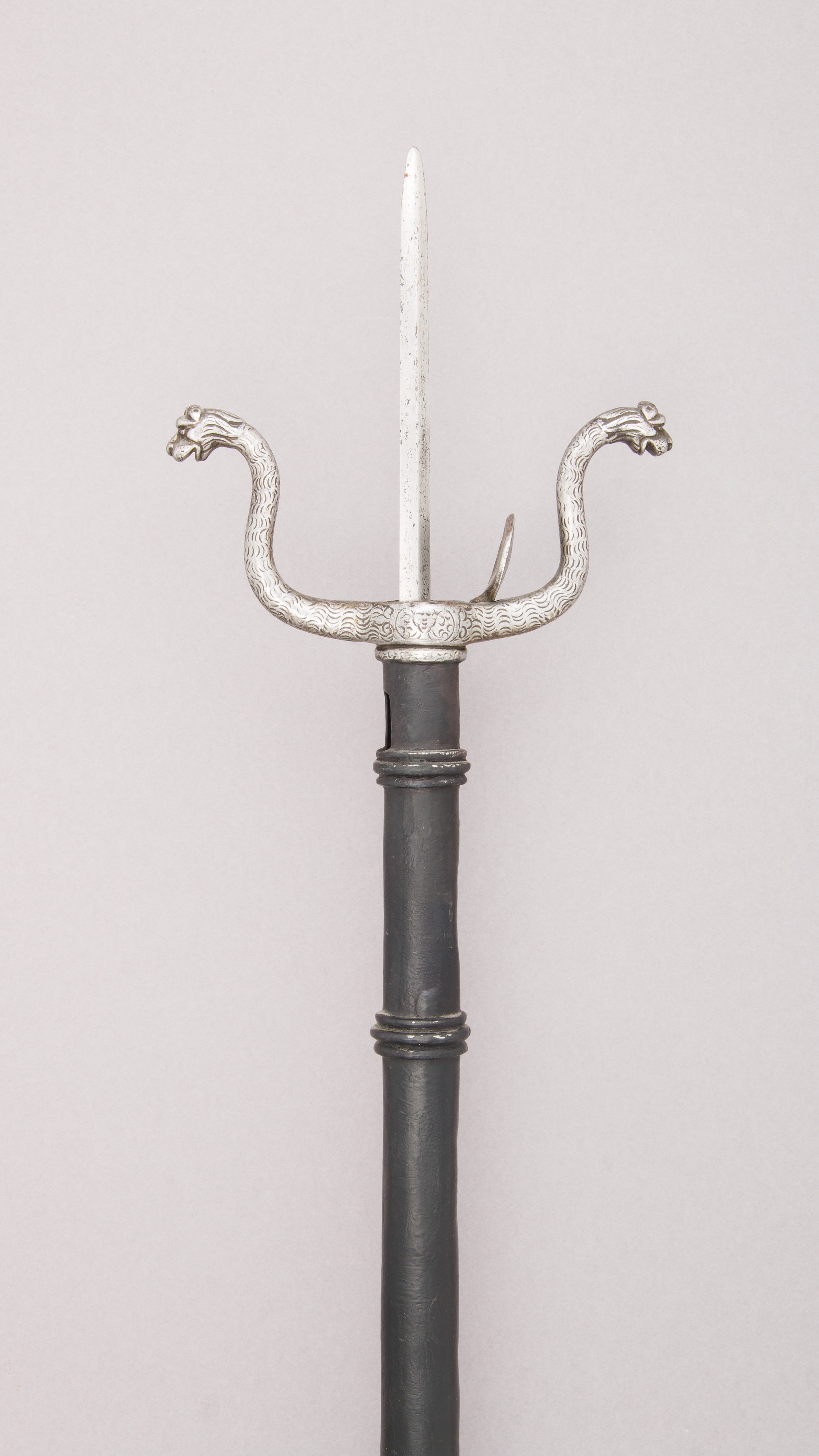
飛び出し式の刃を持つ杖

ブランディストック（英語：Brandistock、別名：brandestoc, buttafuore）、フェザースタッフ（英語：feather staff）は、通常は二股の槍で、勢いよく振ると先から80cm の刃が飛び出す長さが約1メートルの槍である。16世紀から19世紀まで、イタリアの初期警察官、兵士、民兵らが使用した。
この武器は飛び出し式の槍、空挺ナイフ（グラビティナイフ）も指す。ちなみに、この種の槍はイタリアでは Buttafuori（用心棒の意）と呼ばれ、Brandistoccoのような最初から三叉槍の物とは異なるが、良く混同され Brandistocco と呼ばれる。巡礼者は護身用の杖として身に着け Bordone と呼んだ。

## 構造
- 中空の筒の中にスライド式の刃が納められている。開口部には蝶番式の蓋が付けられている。
- 刃が飛び出した状態の時に刃を留める押さえ鉤と、鉤が引っかかるよう刃側に凹みが付いている。